# Słobódka (rejon brasławski)
Słobódka (biał Слабо́дка) – agromiasteczko na Białorusi, w rejonie brasławskim obwodu witebskiego, centrum administracyjne sielsowietu Słobódka, 10 km od Brasławia. Inna nazwa miejscowości to Słobódka Zawierska.

## Historia
Miasto królewskie położone było w końcu XVIII wieku w powiecie brasławskim województwa wileńskiego.
Za II RP siedziba wiejskiej gminy Słobódka.
W latach 1921–1945 miasteczko leżało w Polsce, w województwie nowogródzkim (od 1926 w województwie wileńskim), w powiecie brasławskim, w gminie Słobódka.
Według Powszechnego Spisu Ludności z 1921 roku zamieszkiwało tu 592 osoby, 450 było wyznania rzymskokatolickiego, 1 ewangelickiego a 141 mojżeszowego. Jednocześnie 470 mieszkańców zadeklarowało polską przynależność narodową, 31 białoruską, 87 żydowską a 4 inną. Było tu 115 budynków mieszkalnych. W 1931 w 145 domach zamieszkiwało 848 osób.
Wierni należeli do miejscowej parafii rzymskokatolickiej. Miejscowość podlegała pod Sąd Grodzki w Brasławiu i Okręgowy w Wilnie; mieścił się tu urząd pocztowy który obsługiwał znaczną część terenu gminy.
Słobódka stanowiła garnizon macierzysty batalionu KOP „Słobódka” i placówki wywiadowczej KOP nr 12.
W 1921 do Słobódki został skierowany do pracy Józef Czechowicz, polski poeta awangardowy dwudziestolecia międzywojennego. 
W wyniku napaści ZSRR na Polskę we wrześniu 1939 miejscowość znalazła się pod okupacją sowiecką. Od czerwca 1941 roku pod okupacją niemiecką. W 1944 miejscowość została ponownie zajęta przez wojska sowieckie i włączona do Białoruskiej SRR. 
Od 1991 w składzie niepodległej Białorusi.